# 华尔街60号
华尔街60号是位于纽约曼哈顿的一座55层高摩天大楼，目前作为德意志银行的美国总部在使用。该大楼建于1987-1989年，作为当时JP摩根总部（现已纳入摩根大通），该建筑办公面积为160,000平方公尺，目前所有楼层均有德意志银行占据。它在建成之时曾是曼哈顿金融区最大的集团建筑。